# Montemilone
Montemilone (Mundemelòne in dialetto locale) è un comune italiano di 1 370 abitanti della provincia di Potenza in Basilicata.

## Geografia fisica

### Territorio

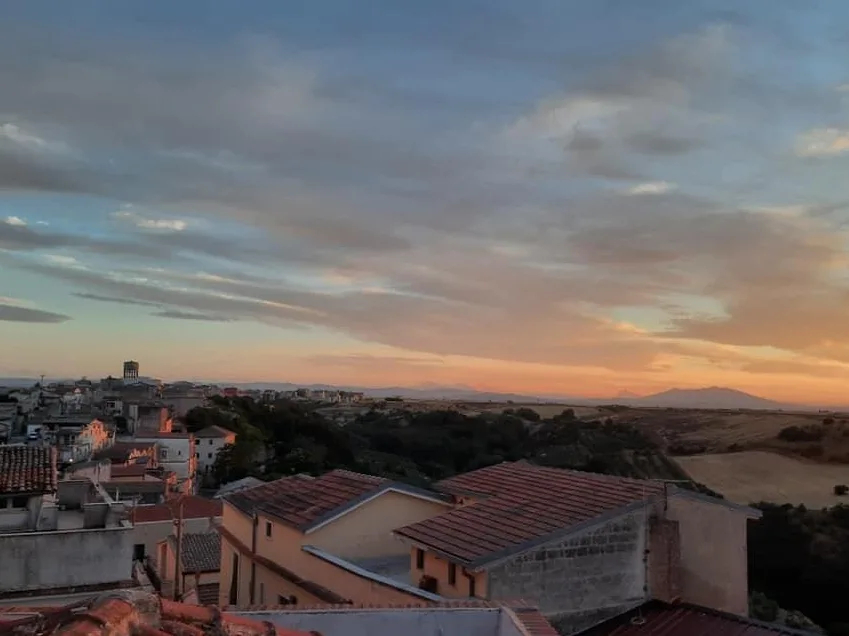
Vista verso Sud-Ovest, sul fondo il Monte Vulture

Il paese sorge su un rialzo, che si spinge dai 320 m s.l.m. a 351 m s.l.m. Il territorio è compreso tra l'altopiano delle Murge a est, la depressione bradanica (Forra di Venosa) a sud, e il Tavoliere delle Puglie a nord.

### Geologia
Sono presenti nei fondovalle depositi alluvionali sabbiosi e ciottolosi dell'Olocene-Pleistocene.
Il substrato roccioso è formato da rocce sedimentarie datate tra l'emersione pontica del Miocene superiore e il Quaternario.
- Conglomerati di Irsina: conglomerati poligenici rossastri e giallastri in cemento prevalentemente arenaceo, con orizzonte intercalato di argille sabbiose e siltose giallastre.
- Sabbie di Monte Marano: sabbie calcareo-quarzose gialle con livelli cementati di color marroncino e, in alto, con sottili lenti ciottolose, nidi di macrofossili generalmente verso la base. (Calabriano-Pliocene superiore)
- Argille subappennine: argille marnose, più o meno siltose, grigio-azzurre o giallastre per alterazione, con resti di Echinidi e Lamellibranchi. Microfaune con Ammonia beccarii, Cassidulina laevigata, Cancris Auriculus, Reussella spinulosa, Planorbulina mediterranensis, e argille sabbiose al passaggio con le sovrastanti Sabbie di Monte Marano.

### Idrografia
Il Torrente Locone, affluente di destra dell'Ofanto, è il principale elemento idrografico, e segna il limite comunale a nordest.
Il bacino del Loconcello, affluente di sinistra del Locone, occupa buona parte del territorio. È alimentato dal Vallone Melito, che drena la zona sudorientale del comune, e dal Vallone San Nicola, che drena la zona sudoccidentale. Il Vallone San Nicola, posto ai piedi del centro abitato, si divide in: Vallone Santa Maria (sud) e Valle Cornuta (ovest).
La parte settentrionale del territorio comunale è afferente al bacino del corso d'acqua che attraversa il Vallone Occhiatello - Vallone dei Briganti. In località Tre Fontane si divide in: Valle Cugno Lungo (sud) e Valle Castagna (ovest). La Valle dei Greci, una zona posta a sud-est dell'abitato, corrisponde al fondovalle di un affluente minore del torrente Locone; qui si trovano le sorgenti di Chiancone, e più a valle di Schiffone.

## Origini del nome
Presente già nel Catalogo dei Baroni del XII secolo, il toponimo è composto da Monte e il nome di persona latino Milo-milonis.
In un diploma greco del 983, di cui parla Racioppi nella sua storia, compare invece il nome di Monte-Melune come castello o castrum appartenente alla giurisdizione del vescovo di Trani, Rodostamo. Racioppi lo fa derivare da meulon, diminutivo di meule, cumuli di fieno o paglia o trifoglio ammontati nei campi: dalla loro forma il nome di Montemilone. Diversi storici lo fanno derivare dal latino mons, monte, e dal greco meros, pomo, frutta o gregge, quindi, un monte abbondante di pomi o pastori.
Altri documenti parlano di Mons-Melior o Mons-Meliorus, etimologia questa da ricercarsi nella scissione del casale San Lorenzo, che avviene quando i monaci ed i coloni, per motivi di sicurezza e calamità naturali, si stanziano in un luogo o su di un colle, migliore per lo svolgimento delle loro attività. Di qui il nome di Mons-Melior, monte migliore.
Tuttavia non ci è dato sapere con certezza quale sia la giusta etimologia, data la dibattuta e controversa ricostruzione storica sull'origine del toponimo, affrontata dai suddetti e da diversi altri storici.

## Storia

### Età antica
La data è incerta, ma Montemilone, secondo alcuni numismatici, viene fondata nel 291 a.C., quando il console Lucio Postumio Megello, dopo avere espugnato Venosa con altre città della Daunia, ottiene dal Senato Romano di spedire in questa regione una colonia di 20.000 uomini. È probabile che i primi insediamenti si siano formati nelle pianure limitrofe all'odierna Montemilone, pianure ricche di abbondanti pascoli. La presenza di un agglomerato urbano, seppure di modesta entità, è un'ipotesi avallata dai ritrovamenti di vasellame di vario tipo, di lucerne, di pesi da telaio, di monete, di resti di tegole e di mattoni e da altri oggetti coevi rinvenuti un po' ovunque nell'agro di Montemilone.
Una ricostruzione storica più dettagliata può essere formulata a partire dal II secolo d.C., grazie ai rinvenimenti di alcune lastre tombali e di altri reperti archeologici, che testimoniano come il paese fosse in quel periodo una tenuta imperiale. Le iscrizioni delle lastre ci parlano di schiavi e liberti che conducono fondi, tenute o fattorie. Non sappiamo, tuttavia, quando questi fundi divengono di proprietà imperiale né come fossero organizzati, né tanto meno è possibile determinare con esattezza dove essi fossero ubicati. Sempre a quest'epoca risale la costruzione di un acquedotto nella località chiamata "La Gloriosa" in Contrada San Nicola che, come afferma il Bozza, si vuole edificato da Erode Attico nel 143 d.C. per produrre acqua a Canosa. Di questa grandiosa opera di ingegneria che, secondo il Di Sanza si sviluppava per una lunghezza di 18 miglia, ancora oggi si possono ammirare gli ultimi resti.

### Età medioevale
Delle chiese di Sant'Andrea Apostolo e di San Nicola oggi non rimane alcuna traccia, tant'è che pur essendo menzionate in diversi documenti che vanno dal 1120 al 1232, è difficile allo stato attuale stabilirne l'effettiva ubicazione.
Difficile è anche la ricostruzione storica della sede vescovile, poiché vi sono poche testimonianze su di essa.
Verso il sec. VIII nella valle dei Greci vi si stanziano alcuni monaci basiliani, eremiti, probabilmente provenienti da Venosa. Danno origine al casale di San Lorenzo. Intorno ad esso si stabiliscono anche coloni e contadini, le cui abitazioni sono delle semplici grotte scavate nel terreno arenoso, ancora oggi visibili.
Successivamente il casale si scinde in due: casale di San Lorenzo e casale Mons-Meliorus, località dove oggi sorge il paese. I due casali conoscono un periodo di floridezza e prosperità, testimoniate dal millenario Santuario della Gloriosa con la statua lignea della "Vergine col Bambino" per il Casale di San Lorenzo.
Durante il periodo feudale il paese appartiene a diversi signori. In un diploma greco del 972 (documento di dubbia provenienza), Montemilone figura come proprietà del conte Rambaldo, che ne fa dono all'abbazia della Santissima Trinità di Venosa. Nel 983 dipende dal vescovo di Trani che, dopo la distruzione avvenuta nel IX secolo di Canosa, da parte dei Saraceni, esercitava una vasta influenza anche su parte della Lucania.
Il paese fu sede di un episcopato di origine bizantina nell'XI secolo, e l'elevazione della sua chiesa a sede vescovile avviene tra il 974 e il 1025. Del 1044 è una pergamena in cui si fa menzione di una donazione fatta dal sacerdote Savino, abitante del castello di Montemilone, a Giovanni, abate della vicina chiesa di S. Nicola de Fugardi.
Con l'arrivo dei Normanni, l'influsso della chiesa latina e la progressiva riduzione delle sedi vescovili di rito greco determinano la definitiva scomparsa di questa diocesi, soppressa tra il 1172 e il 1187.
Parte del suo territorio e dei suoi beni - tra i quali la chiesa di Santa Maria della Gloriosa - appartennero all'abbazia di Banzi. Diviene feudo normanno sotto Riccardo del Guasto e Nicola de Brahi.
Passò alla contea di Gravina in Puglia nel 1198 sotto la dinastia di Federico II, succeduto nel 1250 dal figlio Manfredi, al quale Montemilone è fedele. Pagata a caro prezzo: il 14 luglio del 1268 il paese verrà distrutto da Ruggero Sanseverino, braccio destro di Carlo d'Angiò, nuovo padrone del Regno di Napoli, che sconfigge Manfredi in una battaglia a Benevento nel 1266, segnando così la fine degli Svevi in Italia. Intorno al 1338, Montemilone diviene di proprietà di Gianfilippo di Santacroce, della casa Angioina.

### Età moderna
Nel 1454 diviene dominio di Maria Donata del Balzo Orsini, figlia del Duca Gabriele di Venosa, nel 1497 viene donato da re Federico al cardinale Ascanio Maria Sforza Visconti e nel 1505 è ceduto a Ferrante d'Andrada, valoroso capitano di Ferdinando III.
Sotto la dominazione spagnola, che intorno a quegli anni si sostituisce agli Angioini nel governo del Regno di Napoli, Montemilone continua a passare da un dominatore ad un altro. Tra il 1561 e il 1595 sotto Geronimo del Tufo, figlio di Giacomo, si registra un incremento economico dovuto ad uno sviluppo dell'agricoltura, della pastorizia e del commercio. Anche nella demografia: si passa dagli appena 15 abitanti registrati nel 1533 ai 275 del 1561, fino ad arrivare addirittura a 665 nel 1595.
Dopo essere stato occupato brevemente dagli austriaci passò ai Borbone di Napoli che ne detennero il potere sino all'unità d'Italia. Verso il 1730 passa a Vincenzo Tuttavilla, duca di Calabritto.

### Età contemporanea
L'agro di Montemilone è anche teatro di delitti e scontri durante il periodo post-unitario, caratterizzato dal passaggio del brigantaggio. Famoso è lo scontro dell'aprile 1861 alla Masseria Quinto, tra il maggiore Giuseppe d'Errico della Guardia nazionale e la banda dei briganti capeggiata dal sergente Pasquale Domenico Romano. Il maggiore d'Errico, con un'imboscata, riesce a sventare l'incontro tra la banda di Romano e quella di Carmine Crocco. Gli uomini che periscono in quell'agguato, vengono gettati in un pozzo, ancora oggi ricordato come il "Pozzo dei Briganti".
Dalla seconda metà dell'Ottocento, l'amministrazione comunale, pur affrontando difficoltà economiche, finanzia una serie di importanti opere pubbliche: strade per facilitare i collegamenti con i centri limitrofi, chiesa madre, cimitero, torre dell'Orologio, ufficio telegrafico-postale e asilo infantile.
Con l'avvento del fascismo, molti sono stati i volontari nelle camicie nere. Infatti, diverse sono le organizzazioni fasciste presenti in paese e molti partecipano alle varie campagne di guerra. In questi anni, dal 1934 al 1938, si colloca anche la costruzione dell'edificio della scuola elementare.
Negli anni della seconda guerra mondiale, tra il 1940 e il 1943, una famiglia ebrea milanese di origine turca, i Gallico (madre e due bambine) furono confinati a Montemilone, mentre il padre era in soggiorno coatto a Potenza. Furono tutti liberati con l'arrivo dell'esercito alleato nel settembre 1943. La famiglia poté così riunirsi a Montemilone dove attesero la fine della guerra.
Dopo la fine della guerra, nel referendum del 1946, i montemilonesi esprimono un voto a favore della Repubblica.
Come tutto il Mezzogiorno, anche Montemilone dovrà sostenere una pesante emigrazione con tutte le ovvie conseguenze che ne derivano.

### Emigrazione
Già nell'Ottocento iniziano flussi migratori, comuni a tutta l'area, soprattutto verso le Americhe. A partire dagli anni Sessanta del Novecento poi Montemilone come tutto il Meridione d'Italia vede concretizzarsi accanto ai flussi verso l'estero anche quelli d'emigrazione interna, soprattutto verso le regioni del Nord Italia e il triangolo industriale.

### Simboli
Il gonfalone
Drappo blu ornato da fregi dorati e caricato dello stemma con l'iscrizione "Comune di Montemilone". Le parti che sorreggono il drappo sono in metallo, con asta a punta di lancia, sotto tale drappo è annodata la fascia tricolore.
Lo stemma
Di forma ovale, con due rami, uno d'alloro e l'altro di quercia che si incrociano alla base, è sovrastato da una corona dorata con interno rosso e composta da cinque torri. All'interno è raffigurata una quercia alla cui base c'è un lupo.

## Monumenti e luoghi d'interesse

### Architetture religiose

#### Santuario della Gloriosa

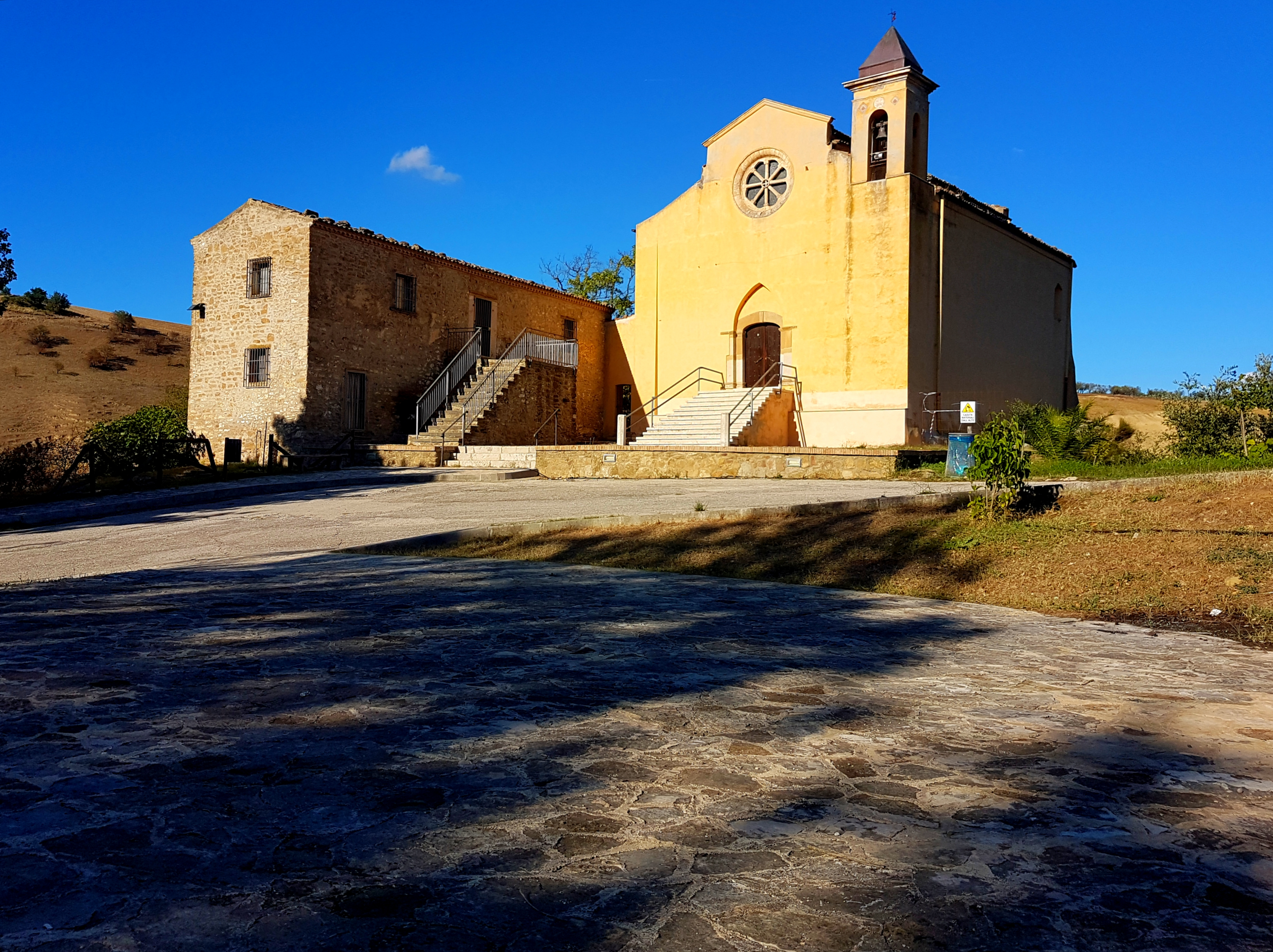
La chiesa della Santa Gloriosa.

Il Santuario della Gloriosa, comunemente chiamato anche santuario della Madonna del Bosco, si può annoverare tra i primi santuari sorti in Basilicata. La piccola chiesa in stile romanico, con l'annesso eremo dei frati, sorge sulle pendici di una collina, fra rigogliosi boschi di querce: giungendo dalla strada il santuario domina la valle dall'alto. Si eleva sopra l'antica grotta dell'oratorio del Casale di San Lorenzo, su di un colle a circa 400 m. di altitudine nella cosiddetta "valle dei Greci", e dista dal centro abitato 2 km.

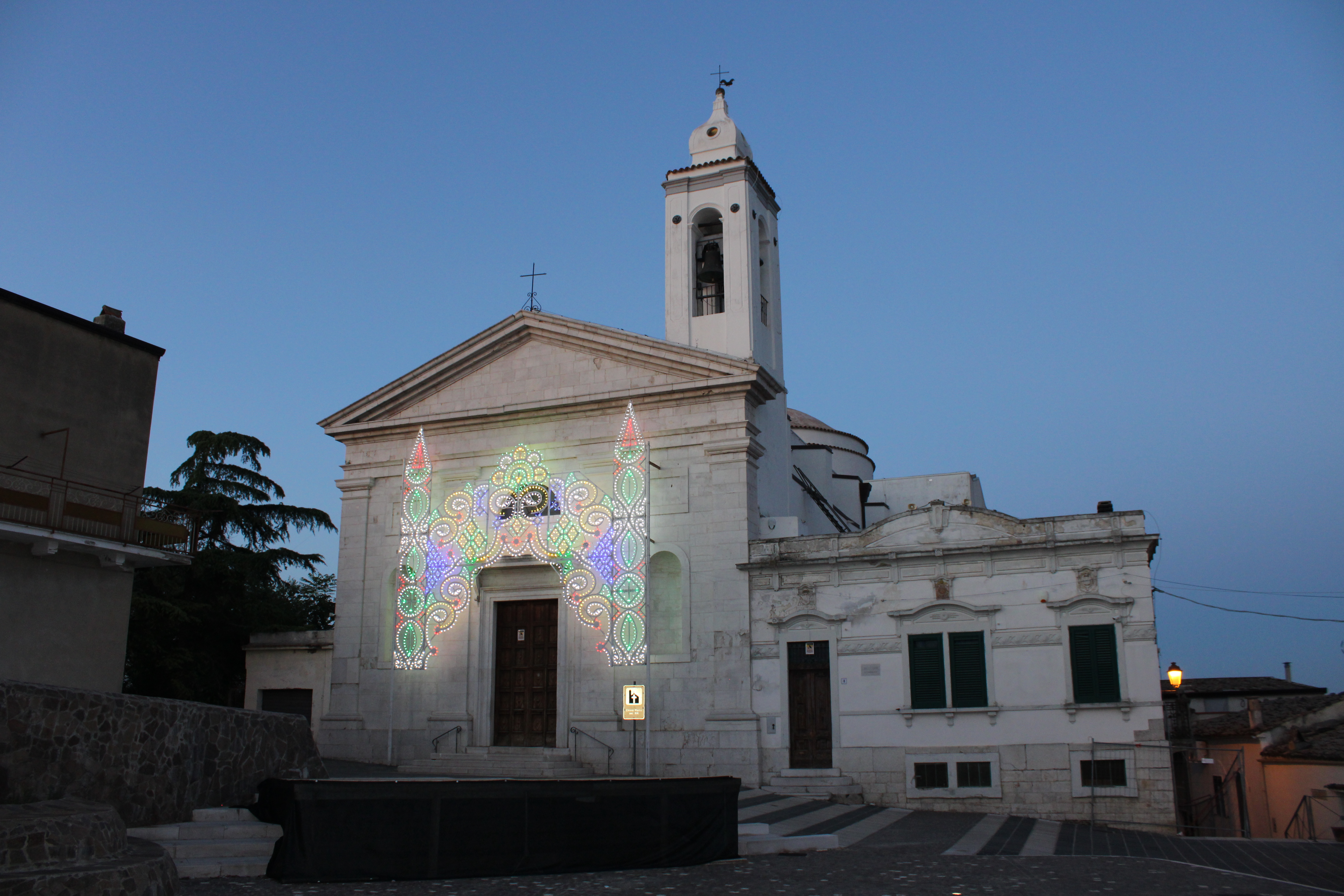
Chiesa madre di Santo Stefano

#### Chiesa madre di Santo Stefano
La Chiesa madre di Santo Stefano è la chiesa principale del paese, intitolata a santo Stefano protomartire che, con la Madonna del Bosco, è compatrono del paese. Conserva la preziosa statua della Madonna del Bosco, un'opera lignea del Duecento raffigurante la Vergine secondo l'iconografia  bizantina.

#### Chiesa dell'Immacolata Concezione

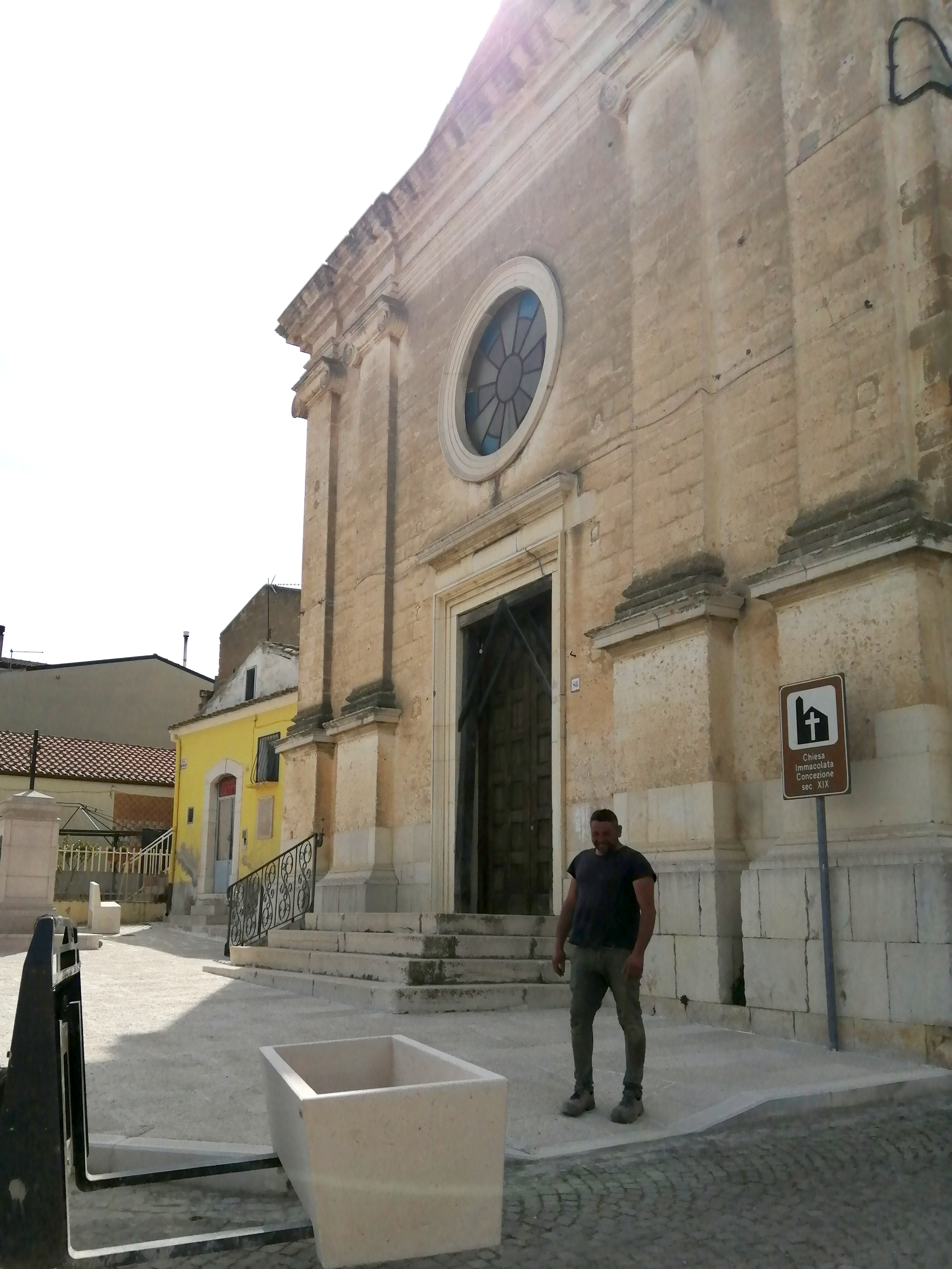
Chiesa dell'Immacolata Concezione

Ad una sola navata, viene edificata nel 1890 vicino alla primitiva cappella del 1700 situata sul lato sinistro, che conserva un altare in pietra della stessa epoca. Internamente la chiesa è molto semplice, presenta un solo altare sul quale troneggia la settecentesca statua dell'Immacolata. Misura 13.60 m di lunghezza e 11.50 m di larghezza. La facciata, in tufo e zoccolatura in pietra bianca, è abbellita da quattro lesene con capitelli ionici, mentre al centro, sopra il portale, campeggia un grande rosone in pietra. Sulla sommità del tetto è collocata un'artistica statuetta dell'Immacolata. Sul sagrato vi è un'edicola in pietra bianca sormontata da una croce al cui interno vi è custodita una piccola riproduzione della Pietà di Michelangelo, sul cui retro vi è la scritta "In memoria di Michele Conte di F.1916".

#### Ex chiesa del Purgatorio, ora chiesa della Madonna Assunta

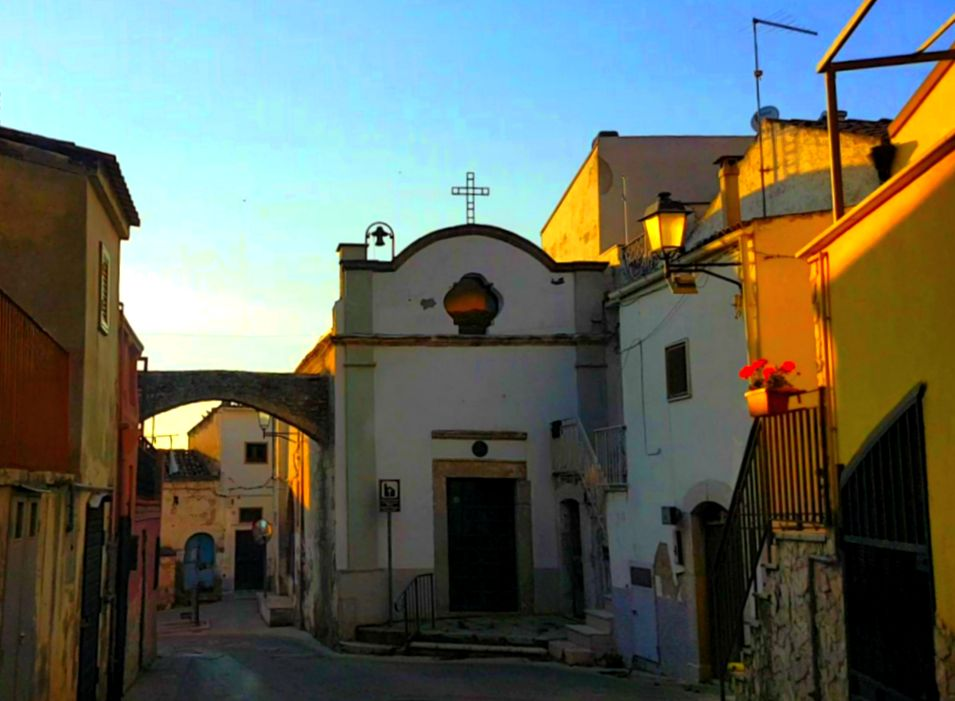
Chiesa di Santa Maria Assunta

Costruita tra la fine del Seicento e gli inizi del Settecento, è la chiesa in cui si veneravano san Filippo Neri e la Madonna del Carmine. Nel 1959, dopo l'abbattimento del campanile, viene alienata.
Fino al 2014 è stata sede della Biblioteca Comunale.  Dal 2014 è tornata ad essere una chiesa, dedicata alla Madonna Assunta.

### Architetture civili

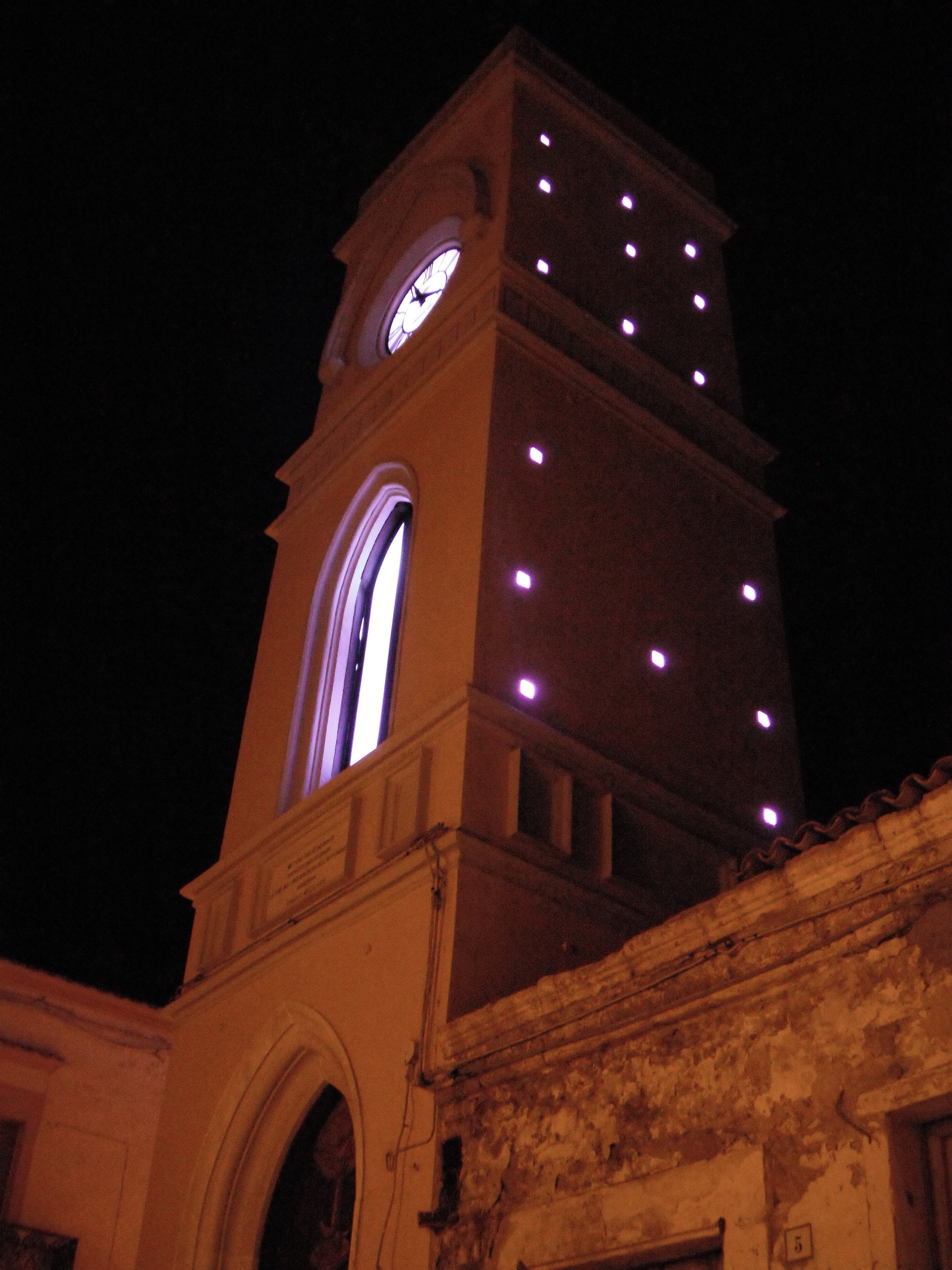
Torre dell'Orologio

#### Torre dell'Orologio
Nei pressi della biblioteca, nella piazza antistante il vecchio palazzo comunale, è possibile ammirare la torre dell'Orologio, edificio del XIX secolo; opera dell'ingegnere Pomodoro di Molfetta, viene inaugurata il 14 marzo 1882 dal sindaco Guglielmo Quinto. Alta 35 m. ca, è un esempio di architettura civile di fine secolo e in tal senso è una rara testimonianza sull'intero territorio del circondario di Montemilone.

#### Monumento ai Caduti

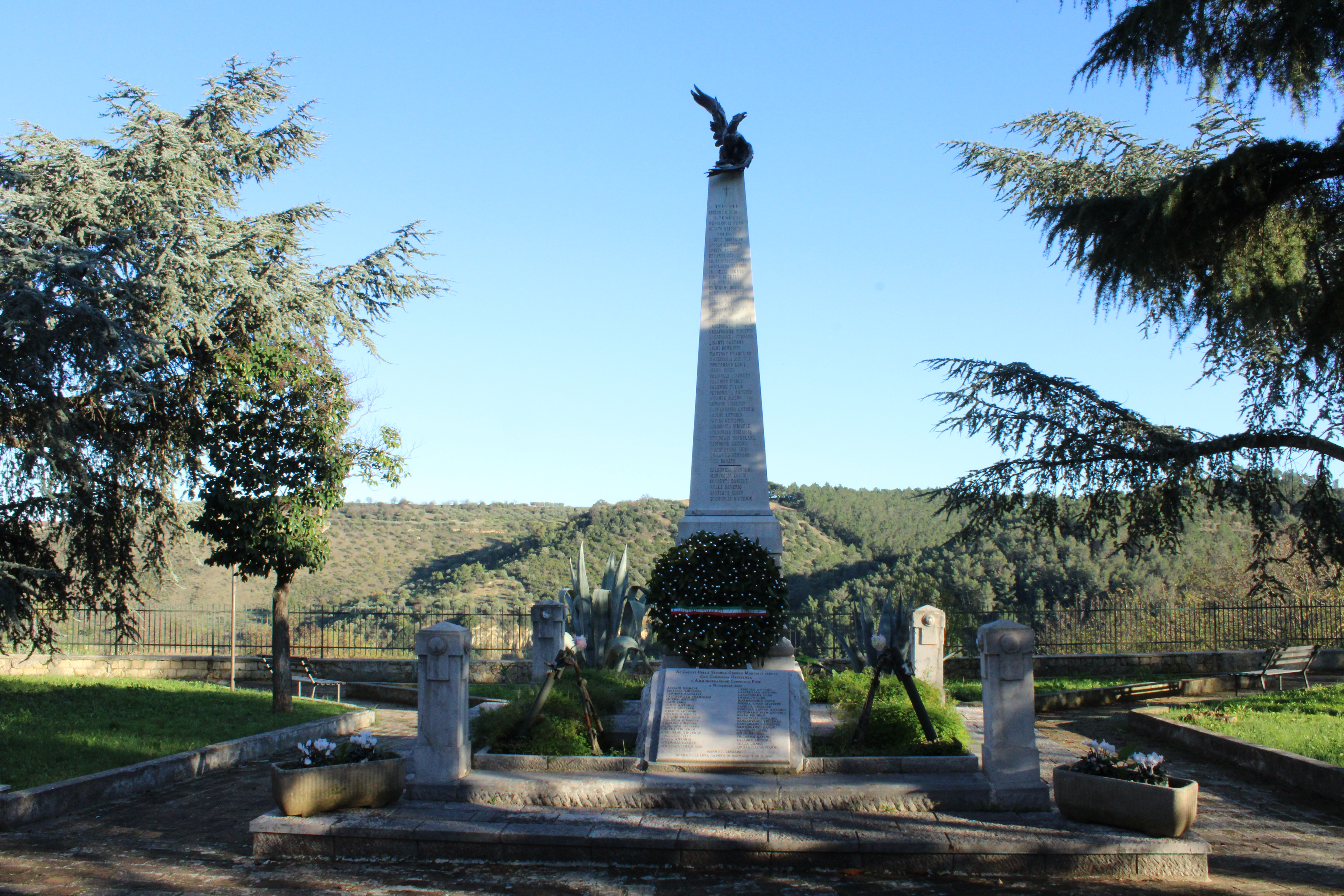
Parco della rimembranza - monumento ai caduti

Una colonna a quattro facce, su cui è riportata un'epigrafe dettata da Giustino Fortunato, poggia su di un plinto decorato. Essa è sormontata da un'aquila in bronzo con un'ala spezzata. Quattro colonnine chiudono il monumento. Viene inaugurato nel 1925 in Piazza Municipio e in seguito viene sistemato nell'attuale villa dei Caduti.

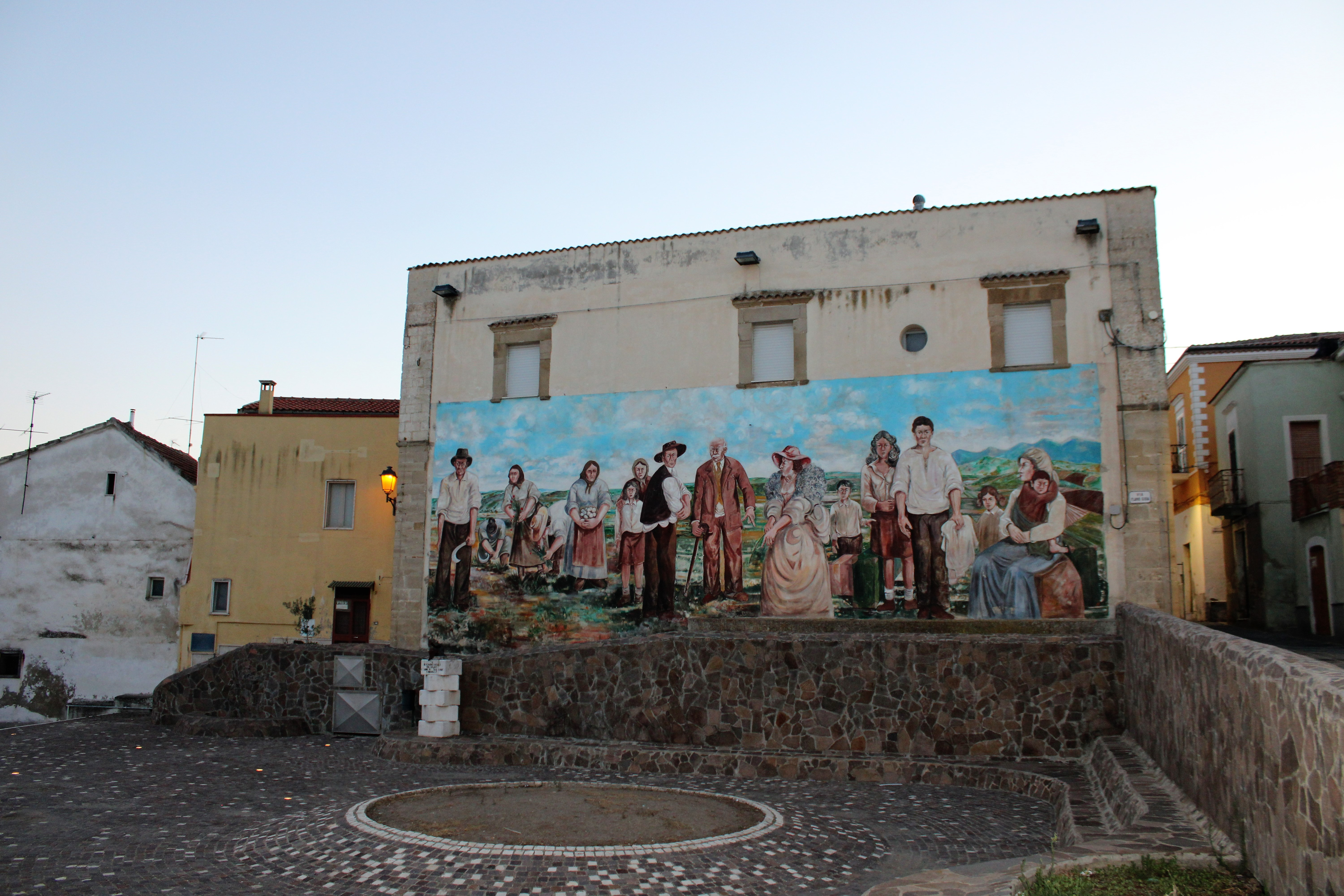
Piazza Emigranti

#### Borgo Antico
Situato nella parte sottostante alla chiesa madre, è il rione più antico del paese, dove ci si ritrova tra le vecchie case contadine, alcune ancora con i solai di travi di legno e canne.
In piazza Emigranti, su cui si affaccia la chiesa madre, si può ammirare il murale "Il ritorno di Giustino", dipinto dal pittore rionerese Giovanni Brenna e inaugurato, con la stessa piazza, nel 1984. Nei vicoli antichi, non sfuggono i portali, le vecchie ciminiere e le scale contorte delle case.

### Aree naturali

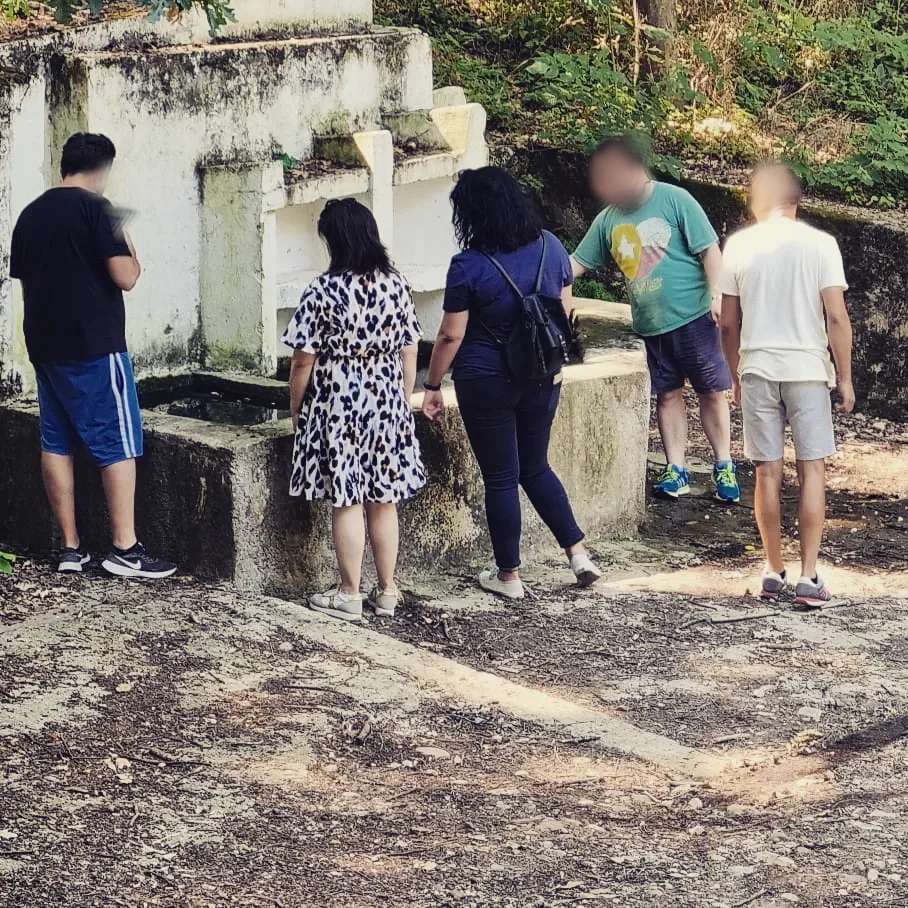
sorgente di Schiaffone, nel bosco comunale

Il territorio che circonda Montemilone è pieno di acque sorgive e di una rigogliosa vegetazione. Si può trascorrere una piacevole giornata presso le fontane "Chiancone" e "Schiaffone", dove è possibile fermarsi anche nelle aree pic-nic.
Gli amanti del cicloturismo possono seguire un lungo itinerario. Esso parte da via Madonna del Bosco, abbracciando l'intero territorio. Al paesaggio fa da cornice un vasto e folto bosco, habitat ideale di molte specie animali.

## Società

### Evoluzione demografica
Abitanti censiti

## Cultura

#### Musei
Il MARTE, Museo della Terra di Montemilone, è uno spazio multimediale ubicato nel Palazzo del vecchio Municipio, edificio storico risalente tra il XVIII e XIX secolo. Al suo interno vi è la cosiddetta “macchina del tempo”, che racconta alcuni momenti fondamentali della storia del paese. Completano il percorso culturale, all’interno dello stesso palazzo, l’archivio storico e la biblioteca comunale Annita Stingone.

### Cucina
La cucina montemilonese conserva ancora i sapori di una volta. Ricca di verdure, legumi e carne, propone varie pietanze, con piatti unici e peculiari da assaporare. Tanti i prodotti gastronomici tipici, tra cui spiccano la salsiccia di maiale, i formaggi, i caciocavalli, e la ricotta di pecora. Per il Natale e la Pasqua in molte famiglie si preparano i dolci tradizionali: famoso è il cauzòn, insieme a scartëddàtë, susumìdd, cuzengìdd e marzapani.
Le “pastë cu cëlepp” sono dei dolci il cui pandispagna è farcito con crema pasticciera e ricoperto da una delicata glassa.
Altri prodotti tipici qui riportati:
- Pèttëlë - frittelle fatte con pasta di farina lievitata e lavorata. Nelle vigilie dell'Immacolata, di Natale, di Capodanno e di Carnevale in ogni casa montemilonese si mangiano queste squisite leccornie. Un antico proverbio recita: "se pèttele vu mangià dalla Immacolata haja accumnzà".
- Ciambellen - ciambella glassata, è un tipico dolce nuziale.
- Rucelatìddë - tipico pane delle feste pasquali con semi di finocchio che, prima di essere infornato, viene bollito.

#### Ricette
- Spezzatìnë - Ingredienti: carne di agnello, uova, asparagi selvatici, formaggio pecorino grattugiato, olio extra vergine d'oliva, prezzemolo e sale. Procedimento: soffriggere la carne di agnello nell'olio. Appena rosolata, salare, aggiungere acqua quanto basta, un ciuffo di prezzemolo e far ultimare la cottura. Separatamente scottare gli asparagi, mondati e lavati. Scolarli ed aggiungerli alla carne. Dopo alcuni minuti unire le uova sbattute con formaggio. Spegnere il fuoco appena le uova sono addensate.
- Rìsë, vendërëcìddë, e fasiulë - Ingredienti: riso, ventre di maiale essiccato, fagioli, olio di oliva, prezzemolo, aglio, semi di finocchio, pomodori, polvere di peperoni secchi macinati (piccanti o dolci), sale. Procedimento: In una casseruola mettere dell'acqua, fagioli e il ventre di maiale, portare ad ebollizione e cuocere a fuoco lento. A cottura quasi ultimata salare quanto basta. Separatamente soffriggere in un tegame due spicchi di aglio in un filo d'olio, aggiungere alcuni pomodori pelati, un ciuffo di prezzemolo e lasciare cuocere. Unire il pomodoro così preparato, con fagioli e ventre di maiale, aggiungere una manciata di semi di finocchio e lasciare insaporire a fuoco lento. Il tutto va unito al riso, scottato e scolato, con l'aggiunta di un cucchiaino di polvere di peperoni. Infine versare olio fumante, messo a scaldare in precedenza. Per migliorarne il sapore, si può aggiungere del formaggio pecorino.

### Festività
- Corpus Domini: Processione del S.S. Sacramento
- 13 giugno: Festa di Sant'Antonio di Padova
- 11-12-13 agosto: Festeggiamenti in onore della Madonna del Bosco (Protettrice)
- 8 dicembre: Festa dell'Immacolata Concezione
- 13 dicembre: Fiera di Santa Lucia
- 27 dicembre: Festa di Santo Stefano Protomartire (Patrono)

Fino ai primi anni settanta la festa della Gloriosa Madonna del Bosco si svolgeva nei giorni 11, 12 e 13 di settembre, in concomitanza con la ricorrenza del Santissimo Nome di Maria (12 settembre, giorno in cui si svolgeva la processione). Poi per via della massiccia emigrazione si decise di spostarla al mese precedente, così da permettere ai paesani migrati di trovarsi al paese nei giorni della festa. Da allora la festa si celebra un mese prima rispetto alla data storica.

## Geografia antropica

### Rioni
- Fronzone: situato nella parte sottostante alla Chiesa Madre, è il rione più antico del paese.

### Piazze e vie principali
- Piazza degli Emigranti
- Piazza Giuseppe Verdi
- Piazza ex Municipio
- Largo Regina Elena
- Corso Mario Pagano
- Corso Cavour
- Viale Regina Elena
- Viale Giacomo Matteotti
- Via Madonna del Bosco
- Via Guglielmo Marconi

## Economia
Il fenomeno dell'emigrazione, pur attenuatosi rispetto al passato anche grazie alla presenza dall'ultimo decennio del Novecento dell'insediamento industriale nella piana di Melfi, continua ad esserci, si registra infatti un dato del 3%.

### Agricoltura e allevamento
L'agricoltura è la risorsa principale del paese. È favorita dalle grandi distese di terreno in cui si coltivano ortaggi (specialmente pomodori) e cereali (grano, orzo e avena). Buona è anche la produzione di olive, il comune infatti è città dell'olio dal 2021. Non mancano le coltivazioni di frutta.
Nel comune è coltivata il vitigno Aglianico usato per la produzione di Aglianico del Vulture D.O.C.
Altro comparto importante è l'allevamento ovino e bovino, con una fiorente produzione di prodotti caseari.

## Infrastrutture e trasporti

### Strade
- Strada provinciale 21 delle Murge

### Ferrovie
- Ferrovia Rocchetta Sant'Antonio-Gioia del Colle, stazione di Palazzo S. Gervasio - Montemilone.

### Mobilità urbana
- Autolinee interurbane Sita, Liscio e Moretti.

## Amministrazione
Il sindaco del comune è Antonio D'Amelio sostenuto dalla lista civica '2022 Montemilone 2.0 Inclusione e Sviluppo' insediato l'13/06/2022.

## Sport
Il paese ha due associazioni sportive:
- Atletico Montemilone, attualmente nel campionato di seconda categoria;
- Futsal Montemilone, nel campionato di calcio a 5.